# Skopas (Gemmenschneider)
Skopas (altgriechisch Σκόπας) war ein griechischer Gemmenschneider, der in der Mitte des 1. Jahrhunderts v. Chr. tätig war.
Er ist bekannt durch seine Signatur auf einem Intaglio aus Hyazinth, auf dem die Büste eines Jünglings dargestellt wird. Der Stein befindet sich in der Sammlung des Antikenmuseums der Universität Leipzig.
Es sind eine Reihe weiterer Gemmen mit der Signatur des Skopas bekannt, die sich jedoch alle als neuzeitliche Fälschungen erwiesen.